# 1975 Голяма награда на Белгия
1975 Голяма награда на Белгия е 22-рото за Голямата награда на Белгия и четвърти кръг от сезон 1975 във Формула 1, провежда се на 25 май 1975 година на пистата Золдер близо до Хьосден-Золдер, Белгия.

## Репортаж
Големи въпроси се образуваха къде да се проведе Голямата награда на Белгия, след като някои не са съгласни да се сменя с трасето на Золдер, след проблемите с организирането преди две години, и всичко изглеждаше че трасето в Нивел ще запази домакинството си. Накрая обаче се стигна до споразумение между страните за по-добро организиране за тази година.
След като не успя да се класира за ГП на Монако, Греъм Хил обяви официално край на състезателната си кариера, като реши да фокусира изцяло върху организацията на собствения отбор. Така Франсоа Миго се върна в отбора, а Тони Брайз е нает като съотборник на французина, след блестящото си представяне зад волана на Уилямс в Монжуик. Другата промяна в списъка е че резервния Хескет не е вписан за Торстен Палм, докато Парнели изцяло пропускат това състезание, защото пилота им Марио Андрети е в Индиана за 500-те мили на Индианаполис. Инсайн също отсъстват, след като Роелоф Вундеринк претърпя тежък инцидент по време на състезание за Формула 5000. Маки планираха да участват с Дейв Уокър, но пилота пристигна, за да види че болида все още се разработва и отбора не участва в това състезание.

### Квалификация
Ники Лауда записа третата си пол-позиция, след победата си в Монако, въпреки че Карлос Паче остана на няколко стотни от времето на австриеца. Доброто представяне на Виторио Брамбила продължи с трето място пред Клей Регацони, Том Прайс, Карлос Ройтеман, Брайз, Емерсон Фитипалди, Джоди Шектър и Жан-Пиер Жарие.

### Състезание
Времето е облачно в неделя, но по всичко изглежда че повторението от преди две години няма да се повтори. На старта Лауда и Паче стартираха без проблеми, но Регацони и Брамбила се доближиха до двамата към първия завой. В края на първата обиколка Паче излезе начело пред Лауда, Брамбила, Регацони, Шектър, Ройтеман, Брайз, Прайс, Фитипалди и Джеймс Хънт. Йохен Мас е ударен от Съртис-а на Джон Уотсън, като същото може да се каже и за Жак Лафит след като удари Хескет-а на Хари Стилър, управляван от Алън Джоунс, като Мас и Джоунс отпаднаха от мелето, след което Артуро Мерцарио се включи с повреда в съединителя.
Във втората обиколка Лауда се готвеше за атака срещу Брабам-а на Паче, но Брамбила също се движеше с темпото на лидерите, като накрая оранжевия Марч изпревари Ферари-то на австриеца без да се съпротивлява. Няколко завоя по-късно италианеца пое водачеството, след като Паче не е доволен с управлението на неговия болид. Лауда скоро го последва, изпреварвайки бразилеца но наглеждайки Марч-а на Брамбила, знаейки че той не може да се откъсне от него.
След две обиколки зад Марч-а, Лауда го изпревари лесно, за да поведе в шестата обиколка. Зад него Шектър се справи с Паче в седмата обиколка, след което мина и през Брамбила в деветата обиколка, но без никакъв шанс да притесни Лауда. Регацони е пети пред Брайз, преди Хил-а на англичанина да загуби контрол и загуби ценно време в опита си да се върне на трасето. Паче междувременно имаше зад себе си групата водена от Ройтеман, Прайс, Фитипалди, Жарие, Хънт, Патрик Депайе и Рони Петерсон.
Регацони се опита да изпревари Брамбила, но опитите му завършиха с прегряване на една от гумите и швейцареца трябваше да спре в бокса в 17-а обиколка, връщайки се зад БРМ-а на Боб Еванс. През това време Жарие загуби контрол в опита си да изпревари Макларън-а на Емерсон и запрати Шадоу-а в пясъка, докато проблемите по скоростната кутия на Паче, още повече усложниха положението за бразилеца. Междувременно Лауда увеличи преднината си пред Шектър, докато Брамбила отговори на атаките отстрана на Ройтеман. Хънт също отпадна с проблем в трансмисията, а Брайз и Лела Ломбарди получиха повреди по техните двигатели, а Лафит счупи новата скоростна кутия на своя Уилямс.
Нещата се поуспокоиха в челото, преди Петерсон да си забие Лотус-а си в мрежовите огради, след като спирачките му отказаха в 37-ата обиколка. След това Брамбила трябваше да спре в бокса от трета позиция за смяна на гуми, преди да отпадне с повреда по спирачките в 54-та обиколка. Тогава Ферари-то на Лауда започна за издава странен звук, но това е поради счупен ауспух и времената му не бяха сериозно повлияни от това, както и поради факта че той води с повече от 20 секунди от втория Шектър. Депайе се възползва от Фитипалди, който е задържан от Брамбила преди неговото му отпадане и това повлия негативно на спирачките на Макларън-а управляван от бразилеца, както и Регацони и Прайс които и те също минаха покрай бразилеца. Миго, който се движеше зад Уотсън на 12-а позиция е последната жертва с повреда по спирачките, а преди това Джаки Икс също напусна със същия проблем.
Така Лауда постигна втората си победа за сезона, за да поведе в класирането при пилотите, помогнато от факта че действащия световен шампион Емерсон Фитипалди не завърши в точките. Въпреки че почти остана без гориво Шектър завърши втори пред Ройтеман, Депайе, Регацони и Прайс. След затворения с обиколка Макларън на Емерсон са Паче, Еванс, Уотсън, Марк Донъхю и Уилсън Фитипалди на три обиколки изоставане.

## Класиране
| Поз | No | Пилот             | Конструктор    | Оби. | Време/Отпадане | Място | Точки |
| --- | -- | ----------------- | -------------- | ---- | -------------- | ----- | ----- |
| 1   | 12 | Ники Лауда        | Ферари         | 70   | 1:43:53.98     | 1     | 9     |
| 2   | 3  | Джоди Шектър      | Тирел-Форд     | 70   | + 19.22        | 9     | 6     |
| 3   | 7  | Карлос Ройтеман   | Брабам-Форд    | 70   | + 41.82        | 6     | 4     |
| 4   | 4  | Патрик Депайе     | Тирел-Форд     | 70   | + 1:00.08      | 12    | 3     |
| 5   | 11 | Клей Регацони     | Ферари         | 70   | + 1:03.84      | 4     | 2     |
| 6   | 16 | Том Прайс         | Шадоу-Форд     | 70   | + 1:28.45      | 5     | 1     |
| 7   | 1  | Емерсон Фитипалди | Макларън-Форд  | 69   | + 1 Об.        | 8     |       |
| 8   | 8  | Карлос Паче       | Брабам-Форд    | 69   | + 1 Об.        | 2     |       |
| 9   | 14 | Боб Еванс         | БРМ            | 68   | + 2 Об.        | 20    |       |
| 10  | 18 | Джон Уотсън       | Съртис-Форд    | 68   | + 2 Об.        | 18    |       |
| 11  | 28 | Марк Донъхю       | Пенске-Форд    | 67   | + 3 Об.        | 21    |       |
| 12  | 30 | Уилсън Фитипалди  | Фитипалди-Форд | 67   | + 3 Об.        | 24    |       |
| Отп | 22 | Франсоа Миго      | Хил-Форд       | 57   | Окачване       | 22    |       |
| Отп | 9  | Виторио Брамбила  | Марч-Форд      | 54   | Спирачки       | 3     |       |
| Отп | 6  | Джеки Икс         | Лотус-Форд     | 52   | Спирачки       | 16    |       |
| Отп | 5  | Рони Петерсон     | Лотус-Форд     | 36   | Спирачки       | 14    |       |
| Отп | 21 | Жак Лафит         | Уилямс-Форд    | 18   | Ск. кутия      | 23    |       |
| Отп | 10 | Лела Ломбарди     | Марч-Форд      | 18   | Двигател       | 17    |       |
| Отп | 23 | Тони Брайз        | Хил-Форд       | 17   | Двигател       | 7     |       |
| Отп | 24 | Джеймс Хънт       | Хескет-Форд    | 15   | Трансмисия     | 11    |       |
| Отп | 17 | Жан-Пиер Жарие    | Шадоу-Форд     | 13   | Завъртане      | 10    |       |
| Отп | 20 | Артуро Мерцарио   | Уилямс-Форд    | 2    | Съеденител     | 19    |       |
| Отп | 26 | Алън Джоунс       | Хескет-Форд    | 1    | Катастрофа     | 13    |       |
| Отп | 2  | Йохен Мас         | Макларън-Форд  | 0    | Катастрофа     | 15    |       |

## Класирането след състезанието
| Поз | Пилот             | Точки |
| --- | ----------------- | ----- |
| 1   | Ники Лауда        | 23    |
| 2   | Емерсон Фитипалди | 21    |
| 3   | Карлос Паче       | 16    |
| 4   | Карлос Ройтеман   | 16    |
| 5   | Джоди Шектър      | 15    |
| 6   | Патрик Депайе     | 11    |
| 7   | Йохен Мас         | 10.5  |
| 8   | Клей Регацони     | 8     |

| Поз | Конструктор   | Точки |
| --- | ------------- | ----- |
| 1   | Брабам-Форд   | 29    |
| 2   | Макларън-Форд | 26.5  |
| 3   | Ферари        | 26    |
| 4   | Тирел-Форд    | 19    |
| 5   | Хескет-Форд   | 7     |
| 6   | Лотус-Форд    | 6     |
| 7   | Шадоу-Форд    | 2.5   |
| 8   | Марч-Форд     | 1.5   |